# 隆块拟银杏蟹
隆块拟银杏蟹（学名：Paractaea tumulosa）为扇蟹科拟银杏蟹属的动物。分布于日本、塔希提、斐济、吉尔伯特群岛、新几内亚、爪哇海、达累斯萨纳姆以及中国大陆的西沙群岛等地，生活环境为海水，常见于珊瑚礁湖浅水中。